# Ripariosida hermaphrodita
 (mars 2024).
Ripariosida · Mauve de Virginie, Sida hermaphrodite
Genre
Espèce
Ripariosida hermaphrodita, la Mauve de Virginie ou le Sida hermaphrodite, unique représentant du genre Ripariosida, est une espèce de plantes dicotylédones de la famille des Malvaceae.

## Systématique
Le nom correct complet (avec auteur) de ce taxon est Ripariosida hermaphrodita (L.) Weakley & D.B.Poind.. Le genre a été créé en 2017 par Alan Stuart Weakley (d) et Derick B. Poindexter (d).
L'espèce a été initialement classée dans le genre Napaea sous le basionyme Napaea hermaphrodita L., 1753.
Ce taxon porte en français les noms vernaculaires ou normalisés suivants : Sida hermaphrodite, Mauve de Virginie.
Ripariosida hermaphrodita a pour synonymes :
- Napaea hermaphrodita L.
- Sida hermaphrodita (L.) Rusby
- Sida napaea Cav.

## Étymologie
Le nom générique, Ripariosida, dérive du latin rīpārius, « de la rivière », relatif à son habitat situé dans les plaines inondables, et Sida, le genre dans lequel cette espèce a été longtemps classée.

## Publication originale
- (en) Alan S. Weakley, Derick B. Poindexter, Richard J. Leblond, Bruce A. Sorrie, Cassandra H. Karlsson, Parker J. Williams, Steve L. Orzell, Andrea Weeks, María Flores-Cruz, George D. Gann, Edwin L. Bridges, Brian R. Keener, Richard D. Noyes, James T. Diggs et Aaron J. Floden, « New combinations, rank changes, and nomenclatural and taxonomic comments in the vascular flora of the southeastern United States. II », Journal of the Botanical Research Institute of Texas, Fort Worth, Botanical Research Institute of Texas (d), vol. 11, no 2,‎ 2017, p. 291-325 (ISSN 1934-5259 et 2644-1608, OCLC 74824326, JSTOR 44858859, lire en ligne).